# 提乌德鲍德

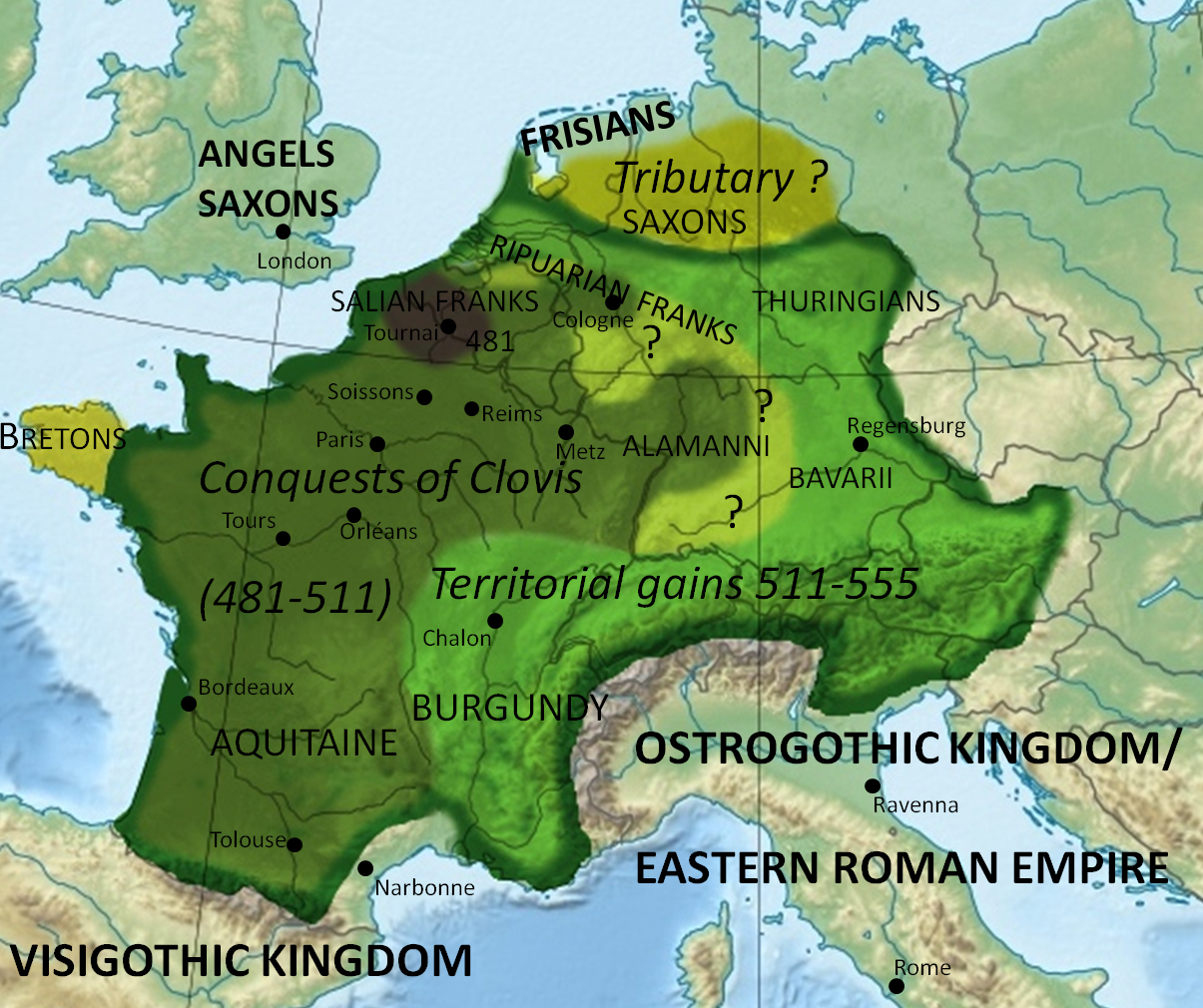
提烏德鮑德逝世時（555年）的法蘭克王國領土

提乌德鲍德（Theudebald 或 Theodebald，现代英语：Theobald，法语：Thibaud或Théodebald，德语：Theudowald；约535年—555年），又譯图德巴得，是提乌德贝尔特一世和Deuteria的儿子, 从547年或548年至555年是梅斯、兰斯或奥斯特拉西亚国王。

## 生平
當父親提烏德貝爾特一世逝世，提烏德鮑德繼承王位時只有十三歲並且健康不佳。 然而，貴族忠誠地對他父親的紀念促使他雖然仍未成年卻可以和平繼位統治。提烏德鮑德與倫巴底王的女兒烏歐德塔德結婚，烏歐德塔德是他的姨姨（他父親第二任妻子的妹妹）。這次婚姻加強了奧斯特拉西亞和倫巴第王國之間的聯盟。
然而，提烏德鮑德不能保留父親在意大利北部征服的土地。拜占庭皇帝查士丁尼一世在552年派遣了一支由納爾塞斯指揮的軍隊到來，像他父親一樣，提烏德鮑德避免與拜占庭軍隊直接對抗。
經過長時間的患病和衰竭之後，提烏德鮑德於555年去世。提烏德里克一世的一系絕嗣，他的領土終於落入叔公克洛泰爾一世的手上，克洛泰爾一世很快於558年成為所有法蘭克人的國王。